# (2720) Пётр Первый
(2720) Пётр Первый (лат. Pyotr Pervyj) — небольшой астероид главного пояса, который был открыт 6 сентября 1972 года советским астрономом Людмилой Журавлёвой в Крымской обсерватории и назван в честь русского царя и первого императора всероссийского — Петра I Великого.

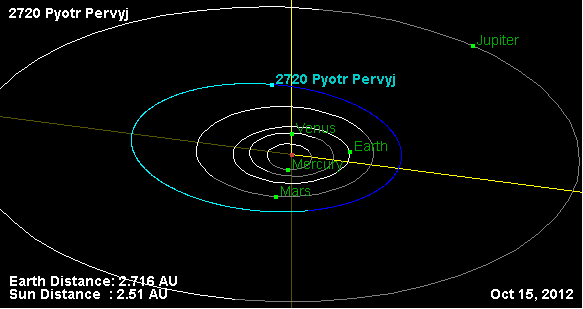
Орбита астероида Пётр I и его положение в Солнечной системе